# Burg Bermatingen
Die Burg Bermatingen ist eine abgegangene Höhenburg bei der Gemeinde Bermatingen im Bodenseekreis in Baden-Württemberg. Von der ehemaligen Burganlage sind noch Reste des Burghügels und des Burggrabens erhalten.

## Beschreibung
Auf dem Höhenrücken des Burgstalls Bermatingen, der nahe, aber nicht auf dem Schloßbühl liegt, finden sich zwei mittelalterliche Burgstellen.

### Turmhügel

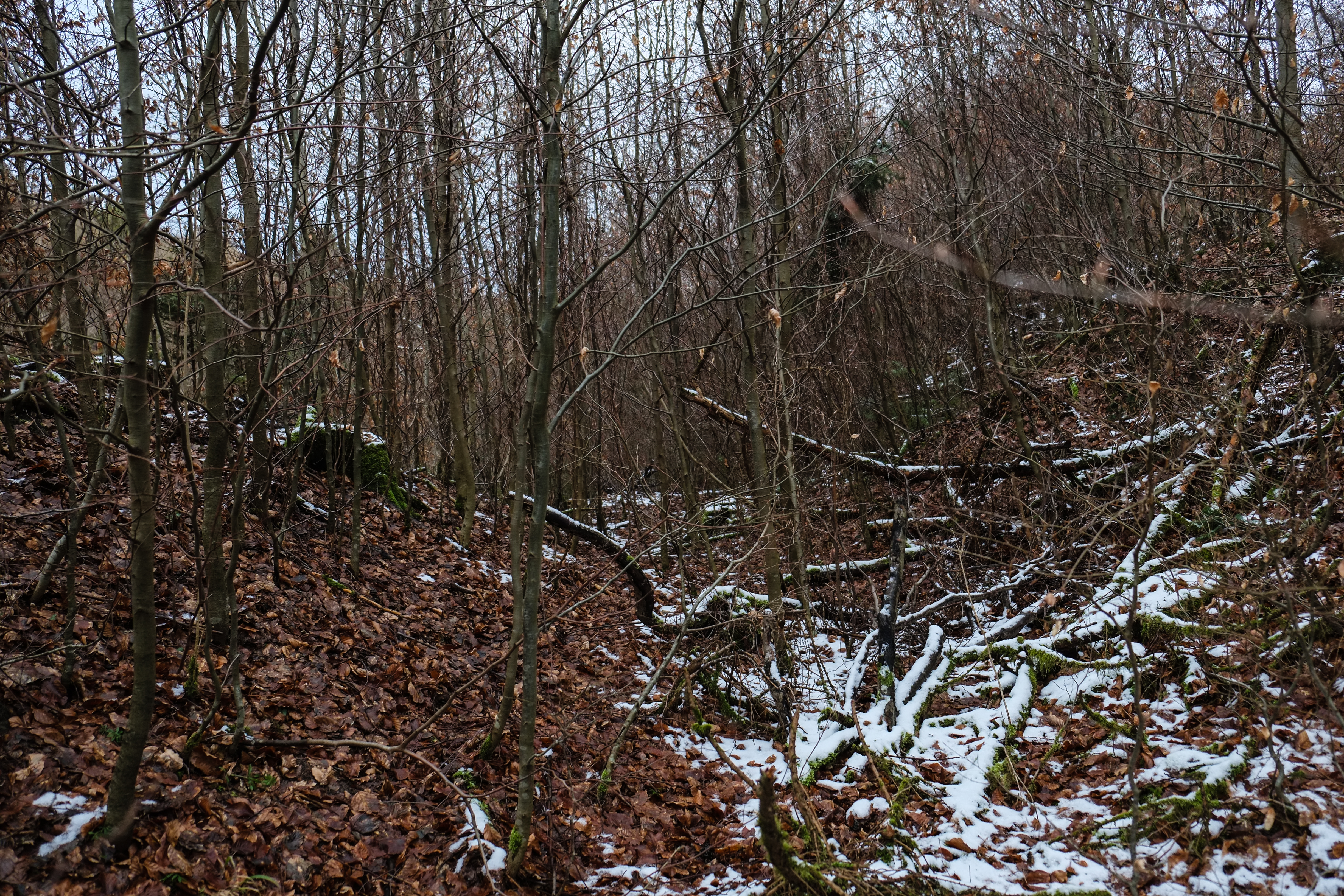
Halsgraben des Turmhügels

Bei der offensichtlich älteren Anlage handelt es sich um einen kleineren Turmhügel am nördlichen Steilhang zum Klimsenbach. Der Burgstall bildet ein Oval von ungefähr sieben bis acht Metern und ist durch zwei Halsgräben gegen das Plateau gesichert. Er weist in seinem Inneren eine auffällige Vertiefung auf.
Die Anlage ist offensichtlich älter als der Burgstall, da der Vorgraben durch ein rezent stark gestörtes Annäherungshindernis des etwa 100 Meter weiter südwestlich liegenden Burgstalls, durchbrochen ist.

### Burgstall

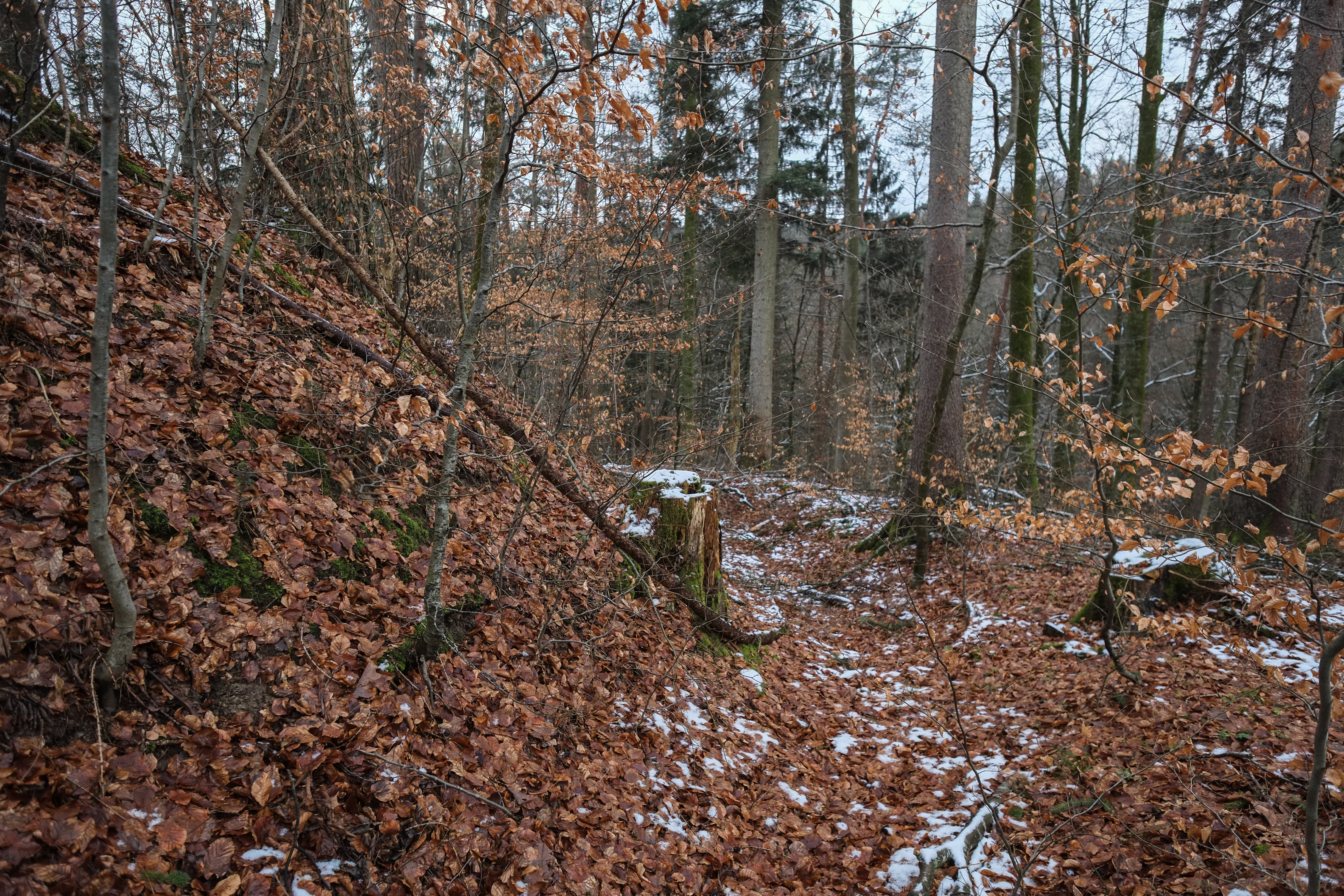
Burgstall der jüngeren Burg

Der offensichtlich später entstandene Burgstall ist zunächst durch das stark verschliffene und durch Forstarbeiten zunehmend beschädigte Annäherungshindernis gesichert, das an seinem nördlichen Ende in den äußeren Vorgraben des Turmhügels einschneidet. Das südliche Ende dieses Hindernisses endet unter einem alten Baum und verliert sich danach. Lediglich der Vorgraben geht über Waldweg und Baum hinaus und verliert sich ebenfalls in der nicht sonderlich steilen Böschung.
Etwa 35 Meter westlich dieses Vorwalls erhebt sich ein heute noch steil abgeböschter Burgstall. Er ist durch zwei bogenförmig verlaufende Gräben gegen das Plateau gesichert und im nördlichen Bereich durch Forstwege gestört. Die Böschungen sind sehr steil, was die Datierung der Anlage in das 12./13. Jahrhundert stützt.

## Geschichte
Sichere schriftliche Quellen oder Funde gibt es für keine der beiden Anlagen. Durch die Bauart und den Erhaltungszustand sind sie offenbar dem 12./13. Jahrhundert zuzuordnen. Es scheint wahrscheinlich, dass hier der örtliche Adel angesiedelt war. 1166 ist ein Burkhard von Bermatingen auf einer Urkunde erwähnt, 1266 und häufiger im 13. Jahrhundert finden sich Herren von Bermatingen auf Urkunden. Die letzte Erwähnung nennt 1303 einen Rudolf von Bermatingen, 1390, als das Kloster Salem Bermatingen von den Schenken von Ittendorf übernimmt, werden die Burgen schon nicht mehr erwähnt, sie sind offensichtlich bereits wüst gefallen.